# Football Club Internazionale Milano 2021-2022
Questa voce raccoglie le informazioni riguardanti il Football Club Internazionale Milano nelle competizioni ufficiali della stagione 2021-2022.

## Stagione

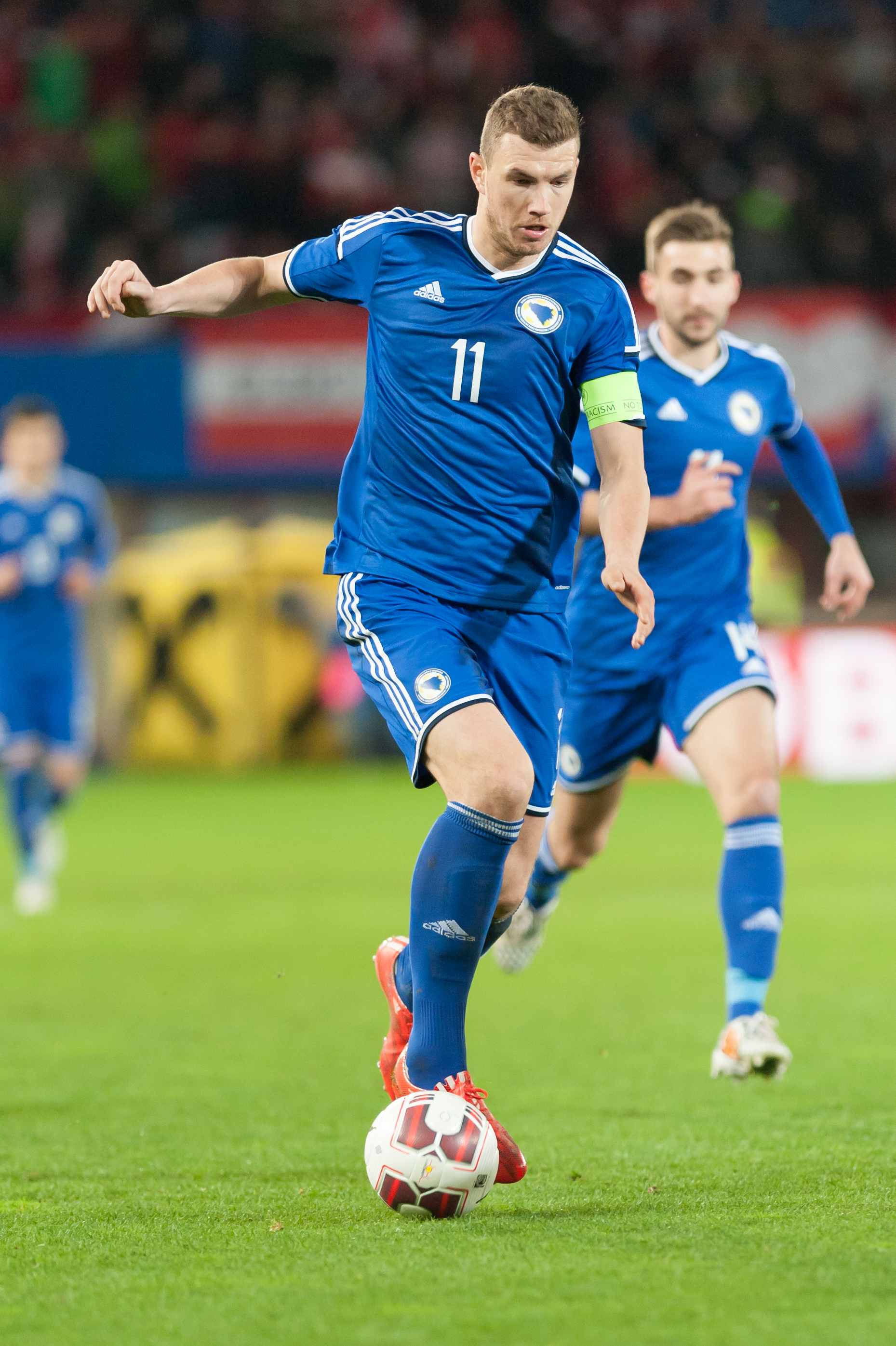
Edin Džeko, reduce da sei stagioni alla, è il nuovo centravanti dei nerazzurri: il bosniaco ha un ottimo impatto realizzativo, prima di un progressivo calo.

Dopo lo scudetto conquistato nella stagione precedente, l'Inter si separa da Antonio Conte, per divergenze d'intenti sul futuro della squadra, e sceglie in panchina Simone Inzaghi, reduce dal quinquennio alla Lazio. Per quanto riguarda la rosa dei giocatori, i nerazzurri devono fronteggiare la partenza di due giocatori fondamentali per la vittoria dello scudetto: l'esterno Hakimi si trasferisce al Paris Saint-Germain, dopo una sola stagione, per 60 milioni di euro più bonus, mentre il centravanti Lukaku viene ceduto al Chelsea per 115 milioni di euro, diventando la cessione più remunerativa di sempre per l'Inter e in assoluto per un club della Serie A. Per sostituire i due partenti, i meneghini acquistano l'esterno olandese Dumfries dal PSV, il centravanti bosniaco Džeko, che dopo sei stagioni lascia la Roma. Inoltre, per rinforzare l'organico, i nerazzurri mettono sotto contratto il trequartista turco Çalhanoğlu, svincolato dopo quattro anni al Milan, il portiere Cordaz, preso dal Crotone, e l'attaccante argentino Correa, acquistato dalla Lazio in prestito con obbligo di riscatto. Di ritorno dai rispettivi prestiti, arrivano Dimarco dal Verona, Agoumé dallo Spezia e Lazaro dal Borussia M'gladbach (con gli ultimi due che fanno nuovamente partenza in prestito, rispettivamente a Brest e Benfica). A partire, oltre ai sopracitati Hakimi e Lukaku, sono pure Padelli e Young, a cui non viene rinnovato il contratto.
In avvio di campionato l'Inter non sembra risentire dell'avvicendamento tra Conte e Inzaghi: nelle prime cinque giornate, i nerazzurri ottengono quattro vittorie e un pareggio esterno contro la Sampdoria, mettendo in mostra un attacco molto prolifico. Alla 6ª giornata, nel primo scontro diretto con una pretendente ai piazzamenti europei, arriva un pareggio interno contro l'Atalanta, seguito dalla vittoria esterna contro il Sassuolo, che conferma l'ottimo impatto a livello realizzativo del neoacquisto Džeko. All'8ª giornata, perdendo per 1-3 all'Olimpico contro la Lazio, l'Inter vede interrotta la serie positiva di risultati in campionato: per i meneghini si tratta della prima sconfitta in Serie A con due gol di scarto da Juventus-Inter dell'8 marzo 2020. Proprio contro i bianconeri, nel turno successivo, arriva il secondo pareggio casalingo stagionale, che permette ai nerazzurri di conservare la terza posizione solitaria della classifica ma li allontana dalla vetta, occupata a pari merito dal Napoli e dai rivali cittadini del Milan. Dopo due vittorie in altrettante gare, alla 12ª giornata l'Inter costringe i rossoneri ad un pareggio per 1-1 nella stracittadina (risultato che non si verificava dal derby del 4 aprile 2018) e nella giornata successiva, in programma al ritorno dalla sosta di novembre, s'impone per 3-2 contro i partenopei, riducendo a quattro le lunghezze dalla coppia in testa della classifica. Alla 16ª giornata, dopo aver fatto bottino pieno nelle due giornate precedenti, i nerazzurri battono la Roma all'Olimpico (dove non s'imponevano coi giallorossi dal 26 agosto 2017) e salgono al secondo posto, superando il Napoli e portandosi ad un solo punto di distanza dalla vetta occupata dal Milan. Nel turno successivo l'Inter supera nettamente il Cagliari e, complice il pareggio dei rossoneri con l'Udinese, conquista il primato solitario della classifica. L'anno si chiude con altre due vittorie, che permettono all'Inter di laurearsi campione d'inverno (a dodici anni di distanza dalla volta precedente) e di chiudere il girone d'andata a quattro lunghezze dal Milan. I nerazzurri, inoltre, impreziosiscono il 2021 con il primato assoluto di punti (104, battendo il precedente record stabilito dalla Juventus nel 2018) e quello societario di reti (104) nel campionato italiano in un anno solare.

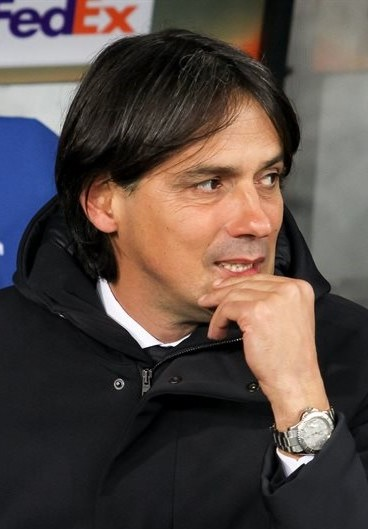
Simone Inzaghi, scelto per rimpiazzare Conte, non riesce a riconfermarsi in campionato ma riporta i nerazzurri al successo in Coppa Italia e in Supercoppa italiana.

Per quanto riguarda la Champions League, il sorteggio vede i meneghini inseriti in un girone con Real Madrid, Šachtar (entrambe già incontrate anche nella precedente edizione del torneo) e Sheriff Tiraspol. All'esordio, in casa contro gli spagnoli, l'Inter esce sconfitta per 1-0, pareggiando poi in trasferta con gli ucraini per 0-0. La prima vittoria stagionale nel raggruppamento europeo arriva contro i moldavi, battuti per 3-1 al Meazza: i nerazzurri non si imponevano nel loro stadio nella competizione da Inter-Borussia Dortmund del 23 ottobre 2019. Nelle successive due gare contro Sheriff Tiraspol e Šachtar arrivano altrettanti successi, rispettivamente per 3-1 e per 2-0, che valgono l'accesso alla fase a eliminazione diretta a dieci anni di distanza dalla volta precedente. La sconfitta per 2-0 sul campo del Real Madrid determina il passaggio del turno da secondi del raggruppamento.
All'inizio del nuovo anno, il 12 gennaio, l'Inter batte la Juventus per 2-1 dopo i tempi supplementari nella finale di Supercoppa italiana e conquista il primo trofeo stagionale. Per i nerazzurri si tratta del sesto successo nella storia della competizione e della seconda affermazione contro i bianconeri dopo il precedente del 2005. In campionato, dopo la mancata disputa della gara contro il Bologna della 20ª giornata, che consente al Milan di avvicinarsi, l'Inter ottiene una vittoria casalinga contro la Lazio e un pareggio esterno contro l'Atalanta, che interrompe la striscia di otto vittorie consecutive. Nel turno successivo, i meneghini vincono in rimonta con il neopromosso Venezia e si riportano a quattro lunghezze dalle più immediate inseguitrici, complici anche alcuni passi falsi dei rossoneri. Proprio contro il Milan, al ritorno dalla sosta di gennaio, arriva la seconda sconfitta del torneo: perdendo 1-2 in rimonta col Diavolo, la Beneamata interrompe una serie positiva casalinga in campionato durata ben 25 incontri consecutivi, aprendo altresì un periodo negativo. Infatti, il febbraio dei nerazzurri è caratterizzato, in campionato, da sole battute d'arresto: allo stop nel derby, segue il pari strappato al Napoli (che comporta il sorpasso in classifica dai rossoneri), nonché la sconfitta contro il Sassuolo ed il pareggio in trasferta con il Genoa. Questi ultimi due risultati, a cui si aggiunge la sconfitta casalinga per 2-0 subita per mano del Liverpool nell'andata degli ottavi di finale di Champions League (evento già accaduto sotto la guida Mancini nel 2008), comportano addirittura la discesa al terzo posto, con la seconda piazza lasciata ai partenopei.

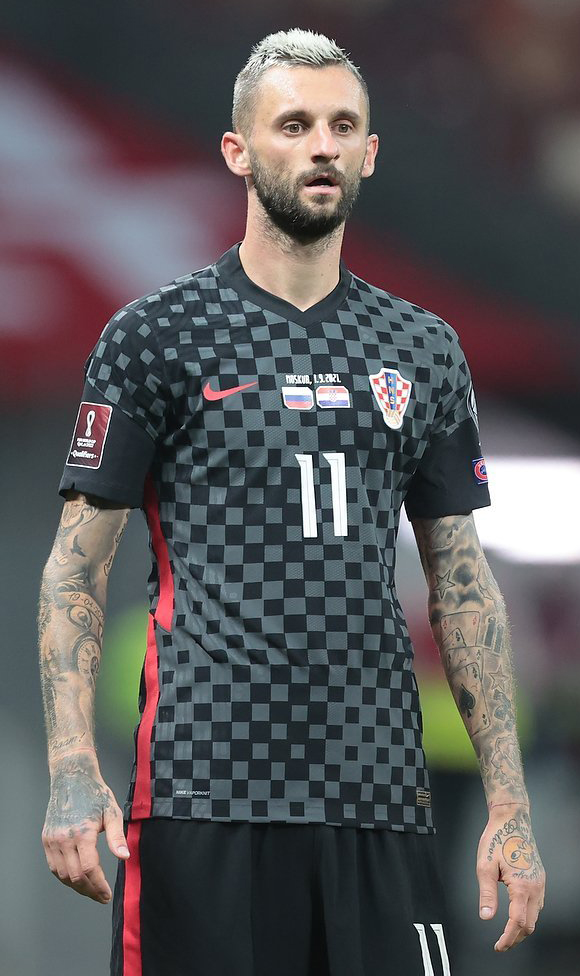
Marcelo Brozović, all'ottava stagione in nerazzurro, viene eletto miglior centrocampista del campionato.

Pur riuscendo a interrompere il filotto negativo, grazie ad una vittoria contro la Salernitana (in cui esordisce il neoacquisto Gosens), la Beneamata non riesce a ribaltare le sorti in campo europeo: la vittoria per 1-0 ad Anfield (la prima in assoluto dei meneghini sul campo dei Reds) non è sufficiente per proseguire il cammino in Champions League e approdare ai quarti di finale. Rituffatisi in campionato, i nerazzurri vedono complicarsi la rincorsa allo scudetto: complici anche gli infortuni di alcuni elementi fondamentali della squadra, l'Inter inciampa in due pareggi consecutivi contro Torino e Fiorentina; Al ritorno dalla sosta di marzo, tuttavia, i meneghini si rilanciano, andando a vincere sul campo della Juventus (evento che non si verificava dal 3 novembre 2012). Al successo con i bianconeri seguono tre convincenti vittorie ai danni di Verona, Spezia, e Roma, che, grazie al rallentamento delle due squadre davanti, consentono ai nerazzurri di superare il Napoli e portarsi a due punti di distanza dal Milan, in un duello tutto meneghino per il titolo. La possibilità di sorpasso ai danni dei rossoneri è frustrata dalla sconfitta contro il Bologna nel recupero della 20ª giornata, con i felsinei che tornano a imporsi in casa coi nerazzurri dopo 20 anni (l'ultima volta era accaduto il 10 febbraio 2002). Allo stop coi felsinei seguono quindi tre vittorie, quella di misura contro l'Udinese, quella pirotecnica contro l'Empoli, rimontando peraltro un doppio svantaggio (cosa che non accadeva da Inter-Torino del 22 novembre 2020), e quella contro il Cagliari, che tiene aperto il campionato fino all'ultima giornata. Il successo contro la Sampdoria nell'ultimo turno è vanificato da quello contemporaneo del Milan, che permette ai rossoneri di chiudere davanti di due lunghezze.
Si rivela più soddisfacente il percorso in Coppa Italia, dove l'Inter esordisce negli ottavi di finale: i nerazzurri superano l'Empoli in una partita pirotecnica, risolta solo nei tempi supplementari. Nei quarti di finale, la Beneamata supera la Roma dell'ex tecnico Mourinho in casa, accedendo alle semifinali della competizione per la terza edizione consecutiva. Opposti di nuovo al Milan, dopo l'incrocio nel quarto di finale dell'edizione precedente, i nerazzurri ottengono all'andata un pari a reti bianche, mentre al ritorno s'impongono con un netto 3-0, che vale l'atto conclusivo della manifestazione. L'11 maggio all'Olimpico di Roma, l'Inter conquista la Coppa nazionale per l'ottava volta nella sua storia, grazie a una vittoria per 4-2 dopo i tempi supplementari contro i campioni uscenti della Juventus, riportando il trofeo in casa meneghina a undici anni di distanza dalla precedente affermazione. Inoltre, con questa vittoria, i nerazzurri concludono la stagione senza aver mai perso contro i bianconeri, fatto che in casa nerazzurra non si verificava dalla stagione 2008-2009 (un pareggio e una vittoria in campionato).

## Divise e sponsor
Lo sponsor tecnico per la stagione 2021-2022 è Nike, mentre gli sponsor ufficiali sono il main sponsor Socios.com, il back sponsor Lenovo, che nelle due stagioni precedenti era stato training kit sponsor assieme al confermato Suning.com, e lo sleeve sponsor DigitalBits. Dopo 26 anni ininterrotti di sponsorizzazione, a partire dalla stagione 1995-1996, Pirelli non è più il main sponsor del club nerazzurro.
La maglia home presenta una trama a pelle di serpente che richiama il Biscione, simbolo del club e della città di Milano. La maglia segna anche il debutto sulla home del nuovo logo, svelato già nel corso della stagione precedente. Lo swoosh e lo stemma sono in oro, così come il back sponsor. I pantaloncini e i calzettoni sono neri con dettagli in oro. La maglia away è bianca ed è attraversata dalla parte anteriore a quella posteriore da un serpente nerazzurro disegnato a mano. Lo swoosh e lo stemma sono neri, così come i due sponsor, mentre il girocollo e i bordi delle maniche sono nerazzurri. I pantaloncini e i calzettoni sono bianchi con dettagli neri. La maglia third è nera e presenta al centro un motivo con quattro colori fluorescenti (azzurro, arancione, verde e giallo) a strisce diagonali accostati, a rappresentare i valori di inclusione e uguaglianza che caratterizzano il club: la fantasia è un omaggio alla divisa di riserva indossata dall'Inter nel triennio 1998-1991. Lo swoosh è arancione mentre lo stemma è azzurro e verde. I pantaloncini e i calzettoni sono neri con dettagli fluorescenti.
Nella gara di Champions League contro lo Šachtar del 28 settembre 2021, i giocatori hanno indossato una versione alternativa della maglia away, con il serpente riprodotto tono su tono, per non contravvenire al regolamento UEFA sulle divise da gioco.
Nella gara di campionato contro il Venezia del 22 gennaio 2022, i giocatori sono scesi in campo con una maglia speciale per celebrare il Capodanno cinese. I nomi sono scritti in caratteri cinesi, mentre i numeri sono caratterizzati da una grafica speciale, con il graffio della tigre.
| Casa | Trasferta | Trasferta (Champions League) | Terza divisa |

Per i portieri sono state realizzate quattro divise, tutte con lo stesso template, nelle varianti verde, nero, grigio e giallo.
| 1ª portiere | 2ª portiere | 3ª portiere | 4ª portiere |

## Organigramma societario
Area direttiva
- Presidente: Steven Zhang
- Vice Presidente: Javier Zanetti
- Consiglio di Amministrazione: Steven Zhang, Alessandro Antonello, Giuseppe Marotta, Ren Jun, Yang Yang, Zhu Qing, Zhou Bin, Daniel Kar Keung Tseung, Carlo Marchetti, Amedeo Carassai
- Collegio sindacale. Sindaci Effettivi: Luca Nicodemi, Giacomo Perrone, Alessandro Padula
- Amministratore delegato Corporate: Alessandro Antonello
- Amministratore delegato Sport: Giuseppe Marotta
- Chief Marketing Officer: Luca Danovaro
- Chief Commercial Officer: Jaime Colás Rubio

Area comunicazione
- Chief Communications Officer: Matteo Pedinotti
- Brand & Media Content Director: Luigi Filippo Ecuba
- Head of Information Systems: Riccardo Tinnirello
- Head of Press Office and Editorial Content: Leo Picchi
- Responsabile Rapporti con i Media ed Eventi di Comunicazione: Luigi Crippa
- Ufficio Stampa: Daria Nicoli, Andrea Dal Canton, Federica Sala
- Presidente Onorario Inter Club: Bedy Moratti
- Direttore Responsabile Inter TV: Roberto Scarpini

Area sportiva
- Direttore sportivo: Piero Ausilio
- Vice direttore sportivo: Dario Baccin
- First Team Technical Manager: Gabriele Oriali (fino al 19 agosto 2021)[82]
- Team Manager: Matteo Tagliacarne

Area tecnica
- Allenatore: Simone Inzaghi
- Vice allenatore: Massimiliano Farris
- Collaboratori tecnici: Mario Cecchi, Ferruccio Cerasaro, Riccardo Rocchini
- Preparatori atletici: Fabio Ripert, Claudio Spicciarello
- Preparatori dei portieri: Gianluca Zappalà, Adriano Bonaiuti
- Riatletizzatore: Andrea Belli

Football analysis area
- Responsabile area match analysis: Filippo Lorenzon
- Match analysts: Roberto Merella, Marcello Muratore, Stefano Castellani, Giacomo Toninato

Area medica
- Responsabile settore medico: Piero Volpi
- Medici prima squadra: Claudio Sprenger, Alessandro Quaglia, Lorenzo Brambilla
- Coordinatore fisioterapisti: Marco Dellacasa
- Fisioterapisti: Leonardo Arici, Ramon Cavallin, Miro Carli, Davide Lama, Dario Fort
- Fisioterapista/osteopata: Andrea Veschi
- Nutrizionista: Matteo Pincella

## Rosa
Rosa e numerazione aggiornate al 29 gennaio 2022.
| N. |                                 | Ruolo | Calciatore                       |
| -- | ------------------------------- | ----- | -------------------------------- |
| 1  | Slovenia (bandiera)             | P     | Samir Handanovič (capitano)      |
| 2  | Paesi Bassi (bandiera)          | C     | Denzel Dumfries                  |
| 5  | Italia (bandiera)               | C     | Roberto Gagliardini              |
| 6  | Paesi Bassi (bandiera)          | D     | Stefan de Vrij                   |
| 7  | Cile (bandiera)                 | A     | Alexis Sánchez                   |
| 8  | Uruguay (bandiera)              | C     | Matías Vecino                    |
| 9  | Bosnia ed Erzegovina (bandiera) | A     | Edin Džeko                       |
| 10 | Argentina (bandiera)            | A     | Lautaro Martínez                 |
| 11 | Serbia (bandiera)               | D     | Aleksandar Kolarov               |
| 12 | Italia (bandiera)               | C     | Stefano Sensi                    |
| 13 | Italia (bandiera)               | D     | Andrea Ranocchia (vice capitano) |
| 14 | Croazia (bandiera)              | C     | Ivan Perišić                     |
| 16 | Italia (bandiera)               | A     | Eddie Salcedo                    |
| 18 | Francia (bandiera)              | C     | Lucien Agoumé                    |
| 18 | Germania (bandiera)             | C     | Robin Gosens                     |
| 19 | Argentina (bandiera)            | A     | Joaquín Correa                   |
| 20 | Turchia (bandiera)              | C     | Hakan Çalhanoğlu                 |
| 21 | Italia (bandiera)               | P     | Alex Cordaz                      |
| 22 | Cile (bandiera)                 | C     | Arturo Vidal                     |

| N. |                       | Ruolo | Calciatore         |
| -- | --------------------- | ----- | ------------------ |
| 23 | Italia (bandiera)     | C     | Nicolò Barella     |
| 24 | Danimarca (bandiera)  | C     | Christian Eriksen  |
| 32 | Italia (bandiera)     | D     | Federico Dimarco   |
| 33 | Italia (bandiera)     | D     | Danilo D'Ambrosio  |
| 36 | Italia (bandiera)     | D     | Matteo Darmian     |
| 37 | Slovacchia (bandiera) | D     | Milan Škriniar     |
| 38 | Italia (bandiera)     | C     | Mattia Sangalli    |
| 40 | Italia (bandiera)     | P     | William Rovida     |
| 41 | Italia (bandiera)     | A     | Dennis Curatolo    |
| 42 | Italia (bandiera)     | C     | Cesare Casadei     |
| 43 | Italia (bandiera)     | D     | Fabio Cortinovis   |
| 46 | Italia (bandiera)     | C     | Mattia Zanotti     |
| 47 | Argentina (bandiera)  | A     | Franco Carboni     |
| 48 | Uruguay (bandiera)    | A     | Martín Satriano    |
| 77 | Croazia (bandiera)    | C     | Marcelo Brozović   |
| 88 | Ecuador (bandiera)    | A     | Felipe Caicedo     |
| 95 | Italia (bandiera)     | D     | Alessandro Bastoni |
| 97 | Romania (bandiera)    | P     | Ionuț Radu         |
| 99 | Italia (bandiera)     | A     | Andrea Pinamonti   |

## Calciomercato

### Sessione estiva (dal 1º luglio al 31 agosto)
| Acquisti         | Acquisti               | Acquisti            | Acquisti                                                                               |
| R.               | Nome                   | da                  | Modalità                                                                               |
| ---------------- | ---------------------- | ------------------- | -------------------------------------------------------------------------------------- |
| P                | Alex Cordaz            | Crotone             | definitivo (gratuito)                                                                  |
| D                | Matteo Darmian         | Parma               | riscatto cartellino (2,5 milioni €)                                                    |
| D                | Federico Dimarco       | Verona              | fine prestito                                                                          |
| D                | Lorenzo Pirola         | Monza               | fine prestito                                                                          |
| D                | Zinho Vanheusden       | Standard Liegi      | definitivo (15 milioni €)                                                              |
| C                | Lucien Agoumé          | Spezia              | fine prestito                                                                          |
| C                | Hakan Çalhanoğlu       |                     | svincolato                                                                             |
| C                | Dalbert                | Rennes              | fine prestito                                                                          |
| C                | Denzel Dumfries        | PSV                 | definitivo (12,5 milioni €)                                                            |
| C                | Valentino Lazaro       | Borussia M'gladbach | fine prestito                                                                          |
| C                | João Mário             | Sporting Lisbona    | fine prestito                                                                          |
| C                | Radja Nainggolan       | Cagliari            | fine prestito                                                                          |
| A                | Joaquín Correa         | Lazio               | prestito (5 milioni € più 1 milione € di bonus) con obbligo di riscatto (25 milioni €) |
| A                | Edin Džeko             | Roma                | definitivo (gratuito)                                                                  |
| A                | Sebastiano Esposito    | Venezia             | fine prestito                                                                          |
| A                | Eddie Salcedo          | Verona              | fine prestito                                                                          |
| Altre operazioni |                        |                     |                                                                                        |
| R.               | Nome                   | da                  | Modalità                                                                               |
| P                | Gabriel Brazão         | Real Oviedo         | fine prestito                                                                          |
| P                | Michele Di Gregorio    | Monza               | fine prestito                                                                          |
| P                | Giacomo Pozzer         | Lucchese            | fine prestito                                                                          |
| D                | Christos Alexiou       | Atromītos           | prestito                                                                               |
| D                | Nicolò Biral           | Atalanta            | definitivo                                                                             |
| D                | Niccolò Corrado        | Palermo             | fine prestito                                                                          |
| D                | Andreaw Gravillon      | Lorient             | fine prestito                                                                          |
| D                | Michael Ntube          | Pro Sesto           | fine prestito                                                                          |
| D                | Geōrgios Vagiannidīs   | Sint-Truiden        | fine prestito                                                                          |
| D                | Davide Zugaro          | Giana Erminio       | fine prestito                                                                          |
| C                | Mateus Cecchini Muller | Virtus Entella      | prestito                                                                               |
| C                | Xian Emmers            | Almere City         | fine prestito                                                                          |
| C                | Lorenzo Gavioli        | Feralpisalò         | fine prestito                                                                          |
| C                | Jacopo Giannelli       | Pro Sesto           | fine prestito                                                                          |
| C                | Darian Males           | Basilea             | fine prestito                                                                          |
| C                | Marco Pompetti         | Cavese              | fine prestito                                                                          |
| C                | Thomas Schirò          | Carrarese           | fine prestito                                                                          |
| A                | Facundo Colidio        | Sint-Truiden        | fine prestito                                                                          |
| A                | Samuele Mulattieri     | Volendam            | fine prestito                                                                          |
| A                | Edoardo Vergani        | Bologna             | fine prestito                                                                          |
| A                | Fabio Abiuso           | Modena              | prestito                                                                               |
| A                | Kevin Zefi             | Shamrock Rovers     | definitivo                                                                             |

| Cessioni         | Cessioni              | Cessioni            | Cessioni                                                    |
| R.               | Nome                  | a                   | Modalità                                                    |
| ---------------- | --------------------- | ------------------- | ----------------------------------------------------------- |
| P                | Daniele Padelli       |                     | fine contratto                                              |
| P                | Filip Stanković       | Volendam            | prestito                                                    |
| D                | Achraf Hakimi         | Paris Saint-Germain | definitivo (60 milioni € più 11 milioni € di bonus)         |
| D                | Lorenzo Pirola        | Monza               | prestito con diritto di riscatto e contro-riscatto          |
| D                | Zinho Vanheusden      | Genoa               | prestito                                                    |
| C                | Lucien Agoumé         | Brest               | prestito                                                    |
| C                | Antonio Candreva      | Sampdoria           | riscatto cartellino (2,50 milioni €)                        |
| C                | Dalbert               | Cagliari            | prestito con diritto di riscatto                            |
| C                | Valentino Lazaro      | Benfica             | prestito                                                    |
| C                | João Mário            |                     | risoluzione contratto                                       |
| C                | Radja Nainggolan      |                     | risoluzione contratto                                       |
| C                | Ashley Young          |                     | fine contratto                                              |
| A                | Sebastiano Esposito   | Basilea             | prestito con diritto di riscatto e contro-riscatto          |
| A                | Romelu Lukaku         | Chelsea             | definitivo (115 milioni €)                                  |
| A                | Andrea Pinamonti      | Empoli              | prestito                                                    |
| A                | Matteo Politano       | Napoli              | riscatto cartellino (19 milioni € più 2 milioni € di bonus) |
| A                | Eddie Salcedo         | Genoa               | prestito                                                    |
| Altre operazioni |                       |                     |                                                             |
| R.               | Nome                  | a                   | Modalità                                                    |
| P                | Fabrizio Bagheria     | Pro Sesto           | prestito                                                    |
| P                | Michele Di Gregorio   | Monza               | prestito                                                    |
| P                | Giacomo Pozzer        | Juve Stabia         | definitivo                                                  |
| D                | Christian Dimarco     | Fiorenzuola         | prestito                                                    |
| D                | Andreaw Gravillon     | Stade Reims         | prestito con diritto di riscatto                            |
| D                | Étienne Youté Kinkoué | Olympiacos          | definitivo                                                  |
| D                | Lorenzo Moretti       | Pistoiese           | prestito                                                    |
| D                | Michael Ntube         | AlbinoLeffe         | definitivo                                                  |
| D                | Edoardo Sottini       | Pistoiese           | prestito                                                    |
| D                | Davide Zugaro         | Virtus Verona       | prestito                                                    |
| C                | Stefano Cester        | L.R. Vicenza        | definitivo                                                  |
| C                | Riccardo Boscolo Chio | Imolese             | prestito                                                    |
| C                | Xian Emmers           |                     | risoluzione contratto                                       |
| C                | Lorenzo Gavioli       | Reggina             | prestito con obbligo di riscatto                            |
| C                | Jacopo Giannelli      | Pro Sesto           | prestito                                                    |
| C                | Elvis Lindkvist       | Torino              | prestito con diritto di riscatto                            |
| C                | Darian Males          | Basilea             | prestito con diritto di riscatto                            |
| C                | Tibo Persyn           | Club Bruges         | prestito con diritto di riscatto                            |
| C                | Marco Pompetti        | Pescara             | prestito                                                    |
| C                | Thomas Schirò         | Crotone             | definitivo                                                  |
| C                | Franco Vezzoni        | Pro Patria          | prestito                                                    |
| C                | David Wieser          | Bologna             | prestito con diritto di riscatto                            |
| A                | Nicholas Bonfanti     | Modena              | definitivo                                                  |
| A                | Matias Fonseca        | Pergolettese        | prestito                                                    |
| A                | Luca Magazzu          | Empoli              | definitivo                                                  |
| A                | Samuele Mulattieri    | Crotone             | prestito                                                    |
| A                | Gaetano Oristanio     | Volendam            | prestito                                                    |
| A                | Rigoberto Rivas       | Reggina             | definitivo                                                  |
| A                | Edoardo Vergani       | Salernitana         | definitivo                                                  |
| A                | Fabio Abiuso          | Modena              | fine prestito                                               |

### Sessione invernale (dal 3 gennaio al 31 gennaio)
| Acquisti         | Acquisti       | Acquisti | Acquisti                         |
| R.               | Nome           | da       | Modalità                         |
| ---------------- | -------------- | -------- | -------------------------------- |
| C                | Robin Gosens   | Atalanta | prestito con obbligo di riscatto |
| A                | Felipe Caicedo | Genoa    | prestito                         |
| Altre operazioni |                |          |                                  |
| R.               | Nome           | da       | Modalità                         |

| Cessioni         | Cessioni        | Cessioni  | Cessioni |
| R.               | Nome            | a         | Modalità |
| ---------------- | --------------- | --------- | -------- |
| C                | Stefano Sensi   | Sampdoria | prestito |
| A                | Martín Satriano | Brest     | prestito |
| Altre operazioni |                 |           |          |
| R.               | Nome            | a         | Modalità |
| A                | Facundo Colidio | Tigre     | prestito |

### Operazioni esterne alle sessioni
| Acquisti | Acquisti | Acquisti | Acquisti |
| R.       | Nome     | da       | Modalità |
| -------- | -------- | -------- | -------- |

| Cessioni | Cessioni          | Cessioni | Cessioni              | Cessioni |
| R.       | Nome              | a        | Modalità              |          |
| -------- | ----------------- | -------- | --------------------- | -------- |
| P        | Gabriel Brazão    | Cruzeiro | prestito              |          |
| C        | Christian Eriksen |          | risoluzione contratto |          |

## Risultati

### Serie A

#### Girone di andata
| Arbitro: | Marini (Roma 1) |

|                                                |           |  |
| Škriniar 6’ Çalhanoğlu 14’ Vidal 74’ Džeko 87’ | Marcatori |  |

| Arbitro: | Manganiello (Pinerolo) |

|          |           |                                |
| Ilić 15’ | Marcatori | 47’ Martínez 83’, 90+4’ Correa |

| Arbitro: | Orsato (Schio) |

|                         |           |                          |
| Yoshida 32’ Augello 47’ | Marcatori | 18’ Dimarco 44’ Martínez |

| Arbitro: | Ayroldi (Molfetta) |

|                                                                |           |            |
| Martínez 6’ Škriniar 30’ Barella 34’ Vecino 54’ Džeko 63’, 68’ | Marcatori | 86’ Theate |

| Arbitro: | Fabbri (Ravenna) |

|            |           |                                   |
| Sottil 23’ | Marcatori | 52’ Darmian 55’ Džeko 87’ Perišić |

| Arbitro: | Maresca (Napoli) |

|                       |           |                            |
| Martínez 5’ Džeko 71’ | Marcatori | 30’ Malinovs'kyj 38’ Tolói |

| Arbitro: | Pairetto (Nichelino) |

|                    |           |                               |
| Berardi 22’ (rig.) | Marcatori | 58’ Džeko 78’ (rig.) Martínez |

| Arbitro: | Irrati (Pistoia) |

|                                                                |           |                    |
| Immobile 64’ (rig.) Felipe Anderson 81’ Milinković-Savić 90+1’ | Marcatori | 12’ (rig.) Perišić |

| Arbitro: | Mariani (Aprilia) |

|           |           |                   |
| Džeko 17’ | Marcatori | 89’ (rig.) Dybala |

| Arbitro: | Chiffi (Padova) |

|  |           |                            |
|  | Marcatori | 34’ D'Ambrosio 66’ Dimarco |

| Arbitro: | Sacchi (Macerata) |

|                 |           |  |
| Correa 60’, 68’ | Marcatori |  |

| Arbitro: | Doveri (Roma 1) |

|                    |           |                       |
| De Vrij 17’ (aut.) | Marcatori | 11’ (rig.) Çalhanoğlu |

| Arbitro: | Valeri (Roma 2) |

|                                                |           |                           |
| Çalhanoğlu 25’ (rig.) Perišić 44’ Martínez 61’ | Marcatori | 17’ Zieliński 79’ Mertens |

| Arbitro: | Marinelli (Tivoli) |

|  |           |                                      |
|  | Marcatori | 34’ Çalhanoğlu 90+6’ (rig.) Martínez |

| Arbitro: | Ghersini (Genova) |

|                                     |           |  |
| Gagliardini 36’ Martínez 58’ (rig.) | Marcatori |  |

| Arbitro: | Di Bello (Brindisi) |

|  |           |                                       |
|  | Marcatori | 15’ Çalhanoğlu 24’ Džeko 39’ Dumfries |

| Arbitro: | Marchetti (Ostia Lido) |

|                                              |           |  |
| Martínez 29’, 68’ Sánchez 50’ Çalhanoğlu 66’ | Marcatori |  |

| Arbitro: | Mariani (Aprilia) |

|  |           |                                                                   |
|  | Marcatori | 11’ Perišić 33’ Dumfries 52’ Sánchez 77’ Martínez 87’ Gagliardini |

| Arbitro: | Guida (Torre Annunziata) |

|              |           |  |
| Dumfries 30’ | Marcatori |  |

#### Girone di ritorno
| Arbitro: | Doveri (Roma 1) |

|                            |           |            |
| Arnautović 28’ Sansone 81’ | Marcatori | 3’ Perišić |

| Arbitro: | Pairetto (Nichelino) |

|                          |           |              |
| Bastoni 30’ Škriniar 67’ | Marcatori | 35’ Immobile |

| Bergamo 16 gennaio 2022, ore 20:45 CET 22ª giornata | Atalanta        | 0 – 0 referto | Inter | Gewiss Stadium (5 000 spett.)\| Arbitro: \| Massa (Imperia) \| |
| Arbitro:                                            | Massa (Imperia) |               |       |                                                                |

| Arbitro: | Marchetti (Ostia Lido) |

|                       |           |           |
| Barella 40’ Džeko 90’ | Marcatori | 19’ Henry |

| Arbitro: | Guida (Torre Annunziata) |

|             |           |                 |
| Perišić 38’ | Marcatori | 75’, 78’ Giroud |

| Arbitro: | Doveri (Roma 1) |

|                   |           |           |
| Insigne 7’ (rig.) | Marcatori | 47’ Džeko |

| Arbitro: | Fourneau (Roma 1) |

|  |           |                           |
|  | Marcatori | 8’ Raspadori 26’ Scamacca |

| Genova 25 febbraio 2022, ore 21:05 CET 27ª giornata | Genoa           | 0 – 0 referto | Inter | Stadio Luigi Ferraris (14 314 spett.)\| Arbitro: \| Chiffi (Padova) \| |
| Arbitro:                                            | Chiffi (Padova) |               |       |                                                                        |

| Arbitro: | Marinelli (Tivoli) |

|                                       |           |  |
| Martínez 22’, 40’, 56’ Džeko 64’, 69’ | Marcatori |  |

| Arbitro: | Guida (Torre Annunziata) |

|            |           |               |
| Bremer 12’ | Marcatori | 90+3’ Sánchez |

| Arbitro: | Chiffi (Padova) |

|              |           |              |
| Dumfries 55’ | Marcatori | 50’ Torreira |

| Arbitro: | Irrati (Pistoia) |

|  |           |                         |
|  | Marcatori | 45+5’ (rig.) Çalhanoğlu |

| Arbitro: | Marinelli (Tivoli) |

|                       |           |  |
| Barella 22’ Džeko 30’ | Marcatori |  |

| Arbitro: | Maresca (Napoli) |

|              |           |                                         |
| Maggiore 88’ | Marcatori | 31’ Brozović 73’ Martínez 90+3’ Sánchez |

| Arbitro: | Sozza (Seregno) |

|                                        |           |                |
| Dumfries 30’ Brozović 40’ Martínez 52’ | Marcatori | 85’ Mxit'aryan |

| Arbitro: | Chiffi (Padova) |

|              |           |                          |
| Pussetto 72’ | Marcatori | 12’ Perišić 39’ Martínez |

| Arbitro: | Manganiello (Pinerolo) |

|                                                      |           |                          |
| Romagnoli 40’ (aut.) Martínez 45’, 64’ Sánchez 90+4’ | Marcatori | 5’ Pinamonti 28’ Asllani |

| Arbitro: | Doveri (Roma 1) |

|                 |           |                               |
| Lykogiannīs 54’ | Marcatori | 25’ Darmian 51’, 84’ Martínez |

| Arbitro: | Di Bello (Brindisi) |

|                             |           |  |
| Perišić 49’ Correa 55’, 57’ | Marcatori |  |

### Coppa Italia

#### Fase finale
| Arbitro: | Sacchi (Macerata) |

|                                        |           |                             |
| Sánchez 13’ Ranocchia 90+1’ Sensi 104’ | Marcatori | 61’ Bajrami 76’ (aut.) Radu |

| Arbitro: | Di Bello (Brindisi) |

|                      |           |  |
| Džeko 2’ Sánchez 68’ | Marcatori |  |

| Milano 1º marzo 2022, ore 21:00 CET Semifinali - Andata | Milan             | 0 – 0 referto | Inter | Stadio Giuseppe Meazza (53 881 spett.)\| Arbitro: \| Mariani (Aprilia) \| |
| Arbitro:                                                | Mariani (Aprilia) |               |       |                                                                           |

| Arbitro: | Mariani (Aprilia) |

|                             |           |  |
| Martínez 4’, 40’ Gosens 82’ | Marcatori |  |

| Arbitro: | Valeri (Roma 2) |

|                              |           |                                                           |
| Alex Sandro 50’ Vlahović 52’ | Marcatori | 7’ Barella 80’ (rig.) Çalhanoğlu 99’ (rig.), 102’ Perišić |

### UEFA Champions League

#### Fase a gironi
| Arbitro: | Siebert |

|  |           |             |
|  | Marcatori | 89’ Rodrygo |

| Kiev 28 settembre 2021, ore 18:45 CEST 2ª giornata | Šachtar | 0 – 0 referto | Inter | Stadio Olimpico (26 170 spett.)\| Arbitro: \| Kovács \| |
| Arbitro:                                           | Kovács  |               |       |                                                         |

| Arbitro: | Makkelie |

|                                 |           |           |
| Džeko 34’ Vidal 58’ De Vrij 67’ | Marcatori | 52’ Thill |

| Arbitro: | Zwayer |

|              |           |                                       |
| Traoré 90+2’ | Marcatori | 54’ Brozović 66’ Škriniar 82’ Sánchez |

| Arbitro: | Hațegan |

|                |           |  |
| Džeko 61’, 67’ | Marcatori |  |

| Arbitro: | Brych |

|                       |           |  |
| Kroos 17’ Asensio 79’ | Marcatori |  |

#### Fase a eliminazione diretta
| Arbitro: | Marciniak |

|  |           |                       |
|  | Marcatori | 75’ Firmino 83’ Salah |

| Arbitro: | Mateu Lahoz |

|  |           |              |
|  | Marcatori | 62’ Martínez |

### Supercoppa italiana
| Arbitro: | Doveri (Roma 1) |

|                                    |           |              |
| Martínez 35’ (rig.) Sánchez 120+1’ | Marcatori | 25’ McKennie |

## Statistiche

### Statistiche di squadra
| Competizione        | Punti | In casa | In casa | In casa | In casa | In casa | In casa | In trasferta | In trasferta | In trasferta | In trasferta | In trasferta | In trasferta | In campo neutro | In campo neutro | In campo neutro | In campo neutro | In campo neutro | In campo neutro | Totale | Totale | Totale | Totale | Totale | Totale | DR  |
| Competizione        | Punti | G       | V       | N       | P       | Gf      | Gs      | G            | V            | N            | P            | Gf           | Gs           | G               | V               | N               | P               | Gf              | Gs              | G      | V      | N      | P      | Gf     | Gs     | DR  |
| ------------------- | ----- | ------- | ------- | ------- | ------- | ------- | ------- | ------------ | ------------ | ------------ | ------------ | ------------ | ------------ | --------------- | --------------- | --------------- | --------------- | --------------- | --------------- | ------ | ------ | ------ | ------ | ------ | ------ | --- |
| Serie A             | 84    | 19      | 14      | 3       | 2       | 48      | 16      | 19           | 11           | 6            | 2            | 36           | 16           | 0               | 0               | 0               | 0               | 0               | 0               | 38     | 25     | 9      | 4      | 84     | 32     | +52 |
| Coppa Italia        | -     | 3       | 3       | 0       | 0       | 8       | 2       | 1            | 0            | 1            | 0            | 0            | 0            | 1               | 1               | 0               | 0               | 4               | 2               | 5      | 4      | 1      | 0      | 12     | 4      | +8  |
| Champions League    | 10    | 4       | 2       | 0       | 2       | 5       | 4       | 4            | 2            | 1            | 1            | 4            | 3            | 0               | 0               | 0               | 0               | 0               | 0               | 8      | 4      | 1      | 3      | 9      | 7      | +2  |
| Supercoppa italiana | -     | 1       | 1       | 0       | 0       | 2       | 1       | 0            | 0            | 0            | 0            | 0            | 0            | 0               | 0               | 0               | 0               | 0               | 0               | 1      | 1      | 0      | 0      | 2      | 1      | +1  |
| Totale              | -     | 27      | 20      | 3       | 4       | 63      | 23      | 24           | 13           | 8            | 3            | 40           | 19           | 1               | 1               | 0               | 0               | 4               | 2               | 52     | 34     | 11     | 7      | 107    | 44     | +63 |

### Andamento in campionato
| Giornata  | 1 | 2 | 3 | 4 | 5 | 6 | 7 | 8 | 9 | 10 | 11 | 12 | 13 | 14 | 15 | 16 | 17 | 18 | 19 | 20 | 21 | 22 | 23 | 24 | 25 | 26 | 27 | 28 | 29 | 30 | 31 | 32 | 33 | 34 | 35 | 36 | 37 | 38 |
| --------- | - | - | - | - | - | - | - | - | - | -- | -- | -- | -- | -- | -- | -- | -- | -- | -- | -- | -- | -- | -- | -- | -- | -- | -- | -- | -- | -- | -- | -- | -- | -- | -- | -- | -- | -- |
| Luogo     | C | T | T | C | T | C | T | T | C | T  | C  | T  | C  | T  | C  | T  | C  | T  | C  | T  | C  | T  | C  | C  | T  | C  | T  | C  | T  | C  | T  | C  | T  | C  | T  | C  | T  | C  |
| Risultato | V | V | N | V | V | N | V | P | N | V  | V  | N  | V  | V  | V  | V  | V  | V  | V  | P  | V  | N  | V  | P  | N  | P  | N  | V  | N  | N  | V  | V  | V  | V  | V  | V  | V  | V  |
| Posizione | 1 | 1 | 4 | 2 | 2 | 3 | 3 | 3 | 3 | 3  | 3  | 3  | 3  | 3  | 3  | 2  | 1  | 1  | 1  | 1  | 1  | 1  | 1  | 1  | 2  | 2  | 3  | 2  | 3  | 3  | 3  | 2  | 2  | 2  | 2  | 2  | 2  | 2  |

Legenda:

Luogo: C = Casa; T = Trasferta. Risultato: V = Vittoria; N = Pareggio; P = Sconfitta.

### Statistiche dei giocatori
Sono in corsivo i calciatori che hanno lasciato la società a stagione in corso.
| Giocatore      | Serie A  | Serie A | Serie A     | Serie A    | Coppa Italia | Coppa Italia | Coppa Italia | Coppa Italia | Champions League | Champions League | Champions League | Champions League | Supercoppa italiana | Supercoppa italiana | Supercoppa italiana | Supercoppa italiana | Totale   | Totale | Totale      | Totale     |
| Giocatore      | Presenze | Reti    | Ammonizioni | Espulsioni | Presenze     | Reti         | Ammonizioni  | Espulsioni   | Presenze         | Reti             | Ammonizioni      | Espulsioni       | Presenze            | Reti                | Ammonizioni         | Espulsioni          | Presenze | Reti   | Ammonizioni | Espulsioni |
| -------------- | -------- | ------- | ----------- | ---------- | ------------ | ------------ | ------------ | ------------ | ---------------- | ---------------- | ---------------- | ---------------- | ------------------- | ------------------- | ------------------- | ------------------- | -------- | ------ | ----------- | ---------- |
| L. Agoumé      | 0        | 0       | 0           | 0          | 0            | 0            | 0            | 0            | 0                | 0                | 0                | 0                | 0                   | 0                   | 0                   | 0                   | 0        | 0      | 0           | 0          |
| N. Barella     | 36       | 3       | 9           | 0          | 5            | 1            | 0            | 0            | 6                | 0                | 0                | 1                | 1                   | 0                   | 0                   | 0                   | 48       | 4      | 9           | 1          |
| A. Bastoni     | 31       | 1       | 4           | 0          | 4            | 0            | 0            | 0            | 8                | 0                | 2                | 0                | 1                   | 0                   | 0                   | 0                   | 44       | 1      | 6           | 0          |
| M. Brozović    | 35       | 2       | 7           | 0          | 4            | 0            | 2            | 0            | 8                | 1                | 0                | 0                | 1                   | 0                   | 0                   | 0                   | 48       | 3      | 9           | 0          |
| F. Caicedo     | 3        | 0       | 0           | 0          | 0            | 0            | 0            | 0            | 0                | 0                | 0                | 0                | -                   | -                   | -                   | -                   | 3        | 0      | 0           | 0          |
| H. Çalhanoğlu  | 34       | 7       | 11          | 0          | 5            | 1            | 0            | 0            | 6                | 0                | 0                | 0                | 1                   | 0                   | 0                   | 0                   | 46       | 8      | 11          | 0          |
| A. Cordaz      | 0        | 0       | 0           | 0          | 0            | 0            | 0            | 0            | 0                | 0                | 0                | 0                | 0                   | 0                   | 0                   | 0                   | 0        | 0      | 0           | 0          |
| J. Correa      | 26       | 6       | 2           | 0          | 4            | 0            | 0            | 0            | 5                | 0                | 0                | 0                | 1                   | 0                   | 1                   | 0                   | 36       | 6      | 3           | 0          |
| D. D'Ambrosio  | 20       | 1       | 2           | 0          | 4            | 0            | 0            | 0            | 3                | 0                | 1                | 0                | 0                   | 0                   | 0                   | 0                   | 27       | 1      | 3           | 0          |
| M. Darmian     | 25       | 2       | 4           | 0          | 5            | 0            | 0            | 0            | 5                | 0                | 1                | 0                | 1                   | 0                   | 0                   | 0                   | 36       | 2      | 5           | 0          |
| F. Dimarco     | 32       | 2       | 1           | 0          | 2            | 0            | 0            | 0            | 7                | 0                | 1                | 0                | 1                   | 0                   | 0                   | 0                   | 42       | 2      | 2           | 0          |
| S. De Vrij     | 30       | 0       | 3           | 0          | 4            | 0            | 0            | 0            | 6                | 1                | 0                | 0                | 1                   | 0                   | 0                   | 0                   | 41       | 1      | 3           | 0          |
| D. Dumfries    | 33       | 5       | 3           | 0          | 4            | 0            | 0            | 0            | 7                | 0                | 1                | 0                | 1                   | 0                   | 0                   | 0                   | 45       | 5      | 4           | 0          |
| E. Džeko       | 36       | 13      | 2           | 0          | 5            | 1            | 0            | 0            | 7                | 3                | 0                | 0                | 1                   | 0                   | 1                   | 0                   | 49       | 17     | 3           | 0          |
| C. Eriksen     | 0        | 0       | 0           | 0          | 0            | 0            | 0            | 0            | 0                | 0                | 0                | 0                | 0                   | 0                   | 0                   | 0                   | 0        | 0      | 0           | 0          |
| R. Gagliardini | 18       | 2       | 2           | 0          | 1            | 0            | 0            | 0            | 5                | 0                | 1                | 0                | 0                   | 0                   | 0                   | 0                   | 24       | 2      | 3           | 0          |
| R. Gosens      | 7        | 0       | 1           | 0          | 2            | 1            | 0            | 0            | 0                | 0                | 0                | 0                | -                   | -                   | -                   | -                   | 9        | 1      | 1           | 0          |
| S. Handanovič  | 37       | -30     | 1           | 0          | 4            | -2           | 0            | 0            | 8                | -7               | 0                | 0                | 1                   | -1                  | 0                   | 0                   | 50       | -40    | 1           | 0          |
| A. Kolarov     | 3        | 0       | 0           | 0          | 0            | 0            | 0            | 0            | 1                | 0                | 0                | 0                | 0                   | 0                   | 0                   | 0                   | 4        | 0      | 0           | 0          |
| L. Martínez    | 35       | 21      | 6           | 0          | 5            | 2            | 1            | 0            | 8                | 1                | 1                | 0                | 1                   | 1                   | 0                   | 0                   | 49       | 25     | 8           | 0          |
| I. Perišić     | 35       | 8       | 4           | 0          | 5            | 2            | 0            | 0            | 8                | 0                | 0                | 0                | 1                   | 0                   | 0                   | 0                   | 49       | 10     | 4           | 0          |
| A. Pinamonti   | 0        | 0       | 0           | 0          | 0            | 0            | 0            | 0            | 0                | 0                | 0                | 0                | 0                   | 0                   | 0                   | 0                   | 0        | 0      | 0           | 0          |
| I. Radu        | 1        | -2      | 0           | 0          | 1            | -2           | 0            | 0            | 0                | 0                | 0                | 0                | 0                   | 0                   | 0                   | 0                   | 2        | -4     | 0           | 0          |
| A. Ranocchia   | 6        | 0       | 1           | 0          | 1            | 1            | 0            | 0            | 3                | 0                | 0                | 0                | 0                   | 0                   | 0                   | 0                   | 10       | 1      | 1           | 0          |
| E. Salcedo     | 0        | 0       | 0           | 0          | 0            | 0            | 0            | 0            | 0                | 0                | 0                | 0                | 0                   | 0                   | 0                   | 0                   | 0        | 0      | 0           | 0          |
| A. Sánchez     | 27       | 5       | 0           | 0          | 5            | 2            | 0            | 0            | 6                | 1                | 2                | 1                | 1                   | 1                   | 0                   | 0                   | 39       | 9      | 2           | 1          |
| M. Satriano    | 4        | 0       | 0           | 0          | 0            | 0            | 0            | 0            | 0                | 0                | 0                | 0                | 0                   | 0                   | 0                   | 0                   | 4        | 0      | 0           | 0          |
| S. Sensi       | 9        | 0       | 0           | 0          | 1            | 1            | 0            | 0            | 2                | 0                | 0                | 0                | 0                   | 0                   | 0                   | 0                   | 12       | 1      | 0           | 0          |
| M. Škriniar    | 35       | 3       | 3           | 0          | 4            | 0            | 1            | 0            | 8                | 1                | 1                | 0                | 1                   | 0                   | 0                   | 0                   | 48       | 4      | 5           | 0          |
| M. Vecino      | 17       | 1       | 2           | 0          | 2            | 0            | 1            | 0            | 4                | 0                | 0                | 0                | 0                   | 0                   | 0                   | 0                   | 23       | 1      | 3           | 0          |
| A. Vidal       | 28       | 1       | 3           | 0          | 5            | 0            | 1            | 0            | 7                | 1                | 1                | 0                | 1                   | 0                   | 1                   | 0                   | 41       | 2      | 6           | 0          |
| M. Zanotti     | 1        | 0       | 0           | 0          | 0            | 0            | 0            | 0            | 0                | 0                | 0                | 0                | 0                   | 0                   | 0                   | 0                   | 1        | 0      | 0           | 0          |

## Giovanili

### Organigramma
Area direttiva
- Direttore: Roberto Samaden
- Responsabile Tecnico: Daniele Bernazzani
- Responsabile Scouting Italia: Giuseppe Giavardi
- Responsabile Medico: Marco Galli
- Responsabile Preparatori Atletici: Roberto Niccolai
- Responsabile Tecnico Attività di Base: Giuliano Rusca
- Responsabile Organizzativo Attività di Base: Rachele Stucchi
- Coordinatore Tecnico Attività di Base: Paolo Migliavacca

Area tecnica
- Allenatore Primavera: Cristian Chivu[143]
- Allenatore Under-18: Andrea Zanchetta
- Allenatore Under-17: Tiziano Polenghi
- Allenatore Under-16: Paolo Annoni
- Allenatore Under-15: Nello Russo

### Piazzamenti

#### Primavera
- Campionato: vincitore[144]
- Coppa Italia: ottavi di finale[145]
- UEFA Youth League:[146] spareggi play-off[147]

#### Under-18
- Campionato: primo turno play-off[148]
- Torneo di Viareggio: quarti di finale[149]

#### Under-17
- Campionato: finale[150]

#### Under-16
- Campionato: ottavi di finale[151]

#### Under-15
- Campionato: ottavi di finale[151]